# Fume à fond
Fume à fond est un single du rappeur français Lorenzo extrait de l'album Rien à branler. Le single connait un succès, il est certifié single de diamant en France.

## Classements
| Classements (2018)                      | Meilleure position |
| --------------------------------------- | ------------------ |
| Belgique (Wallonie Ultratop 50 Singles) | 4                  |
| France (SNEP)                           | 21                 |

## Certification
| Pays   | Organisme | Certification | Seuil                            |
| ------ | --------- | ------------- | -------------------------------- |
| France | SNEP      | Diamant       | 35 millions d'équivalent streams |